# Prunus caroliniana
Prunus caroliniana là loài thực vật có hoa trong họ Hoa hồng. Loài này được (Mill.) M. Roem. mô tả khoa học đầu tiên năm 1847.

## Hình ảnh

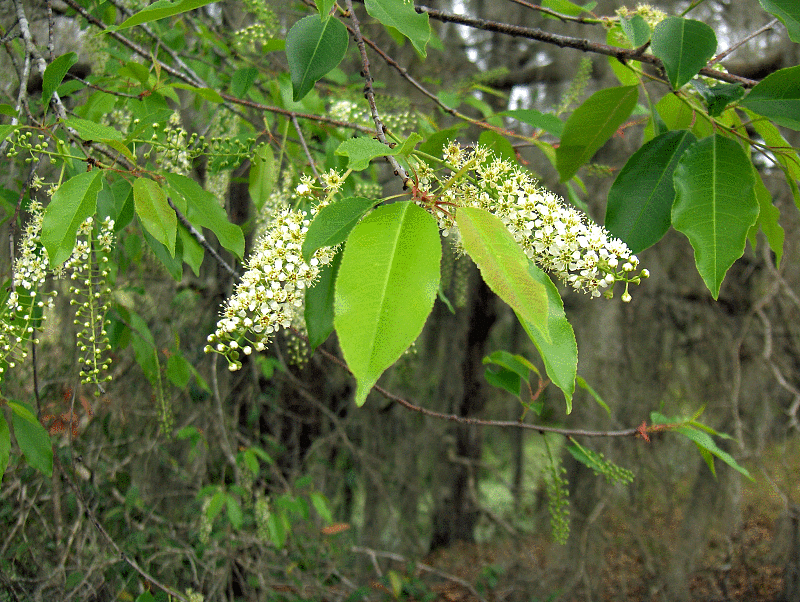
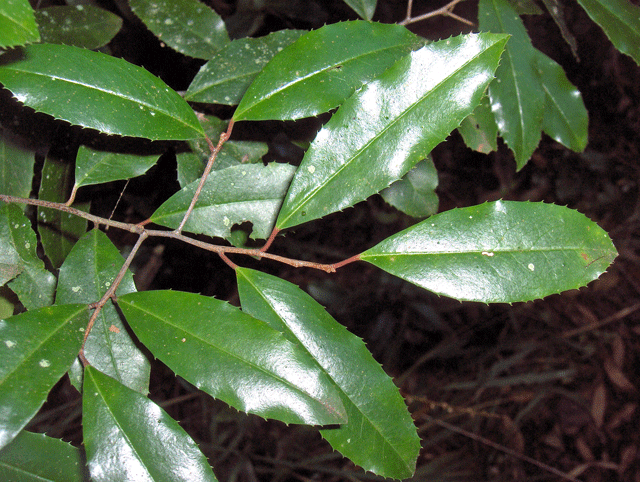
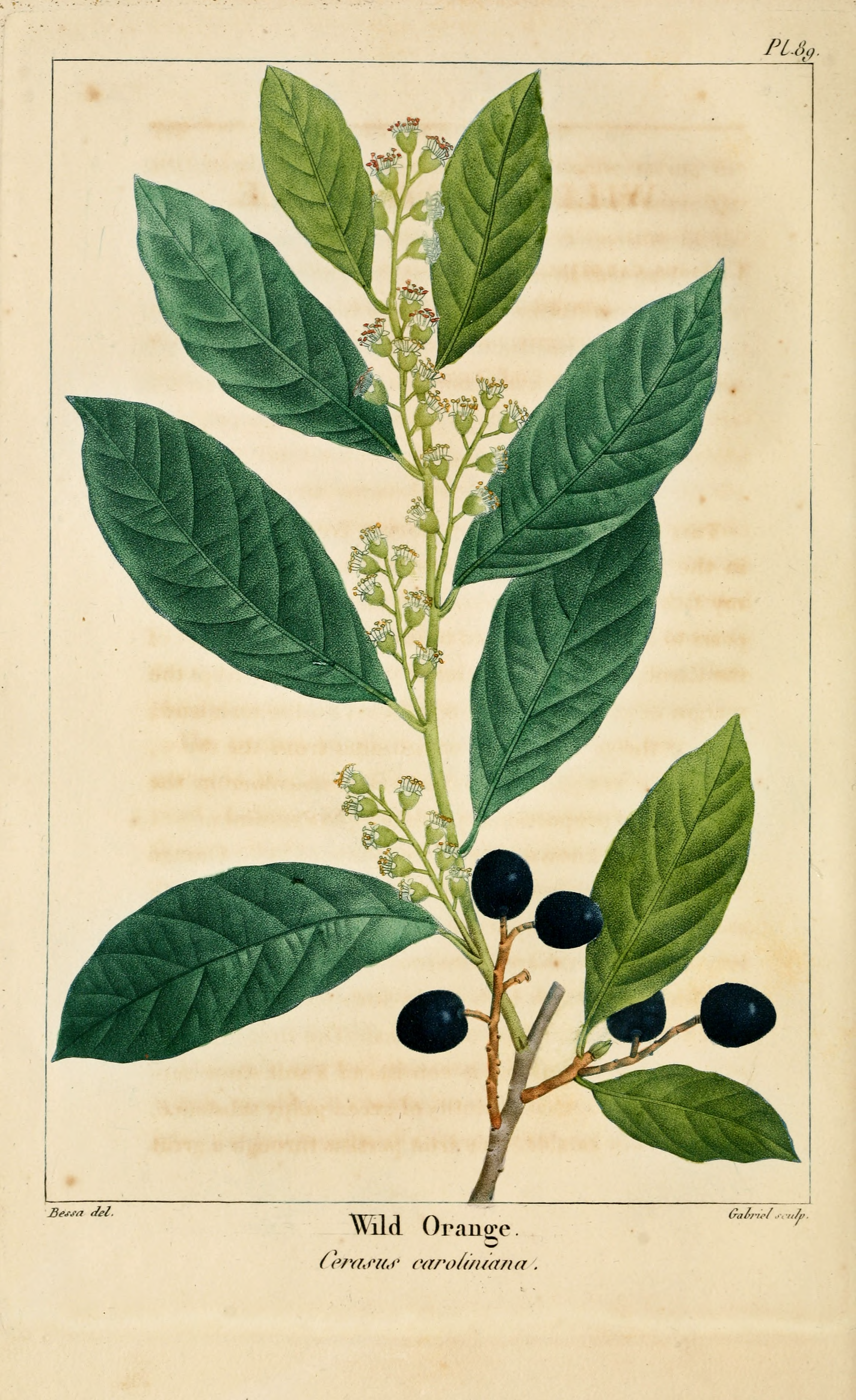
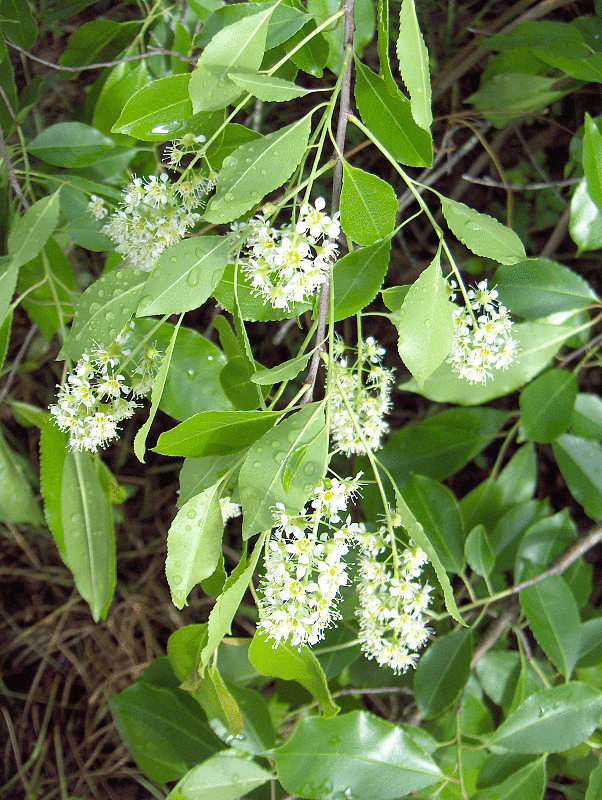